# Don Waddell
Donald Douglas "Don" Waddell, född 19 augusti 1958, är en amerikansk idrottsledare och före detta professionell ishockeyback som är president och general manager för ishockeyorganisationen Columbus Blue Jackets i National Hockey League (NHL).

## Spelare
Don Waddell spelade för Los Angeles Kings i NHL; New Haven Nighthawks i AHL; Saginaw Gears, Flint Generals, Toledo Goaldiggers och Flint Spirits i IHL; Tulsa Oilers och Houston Apollos i CHL; Augsburger EV i 2. Eishockey-Bundesliga samt Northern Michigan Wildcats i NCAA.
Waddell draftades av Los Angeles Kings i sjunde rundan i 1978 års draft som 111:e spelare totalt.

### Statistik
| 1975–1976   | Detroit Little Caesars     | GLJHL       | 50  | 23 | 29  | 52  | —   | —  | — | —  | —  | —  |
| 1976–1977   | Northern Michigan Wildcats | NCAA        | 28  | 11 | 34  | 45  | 40  | —  | — | —  | —  | —  |
| 1977–1978   | Northern Michigan Wildcats | NCAA        | 32  | 18 | 34  | 52  | 44  | —  | — | —  | —  | —  |
| 1978–1979   | Northern Michigan Wildcats | NCAA        | 23  | 5  | 20  | 25  | 24  | —  | — | —  | —  | —  |
| 1979–1980   | Northern Michigan Wildcats | NCAA        | 37  | 18 | 32  | 50  | 30  | —  | — | —  | —  | —  |
|             | Tulsa Oilers               | CHL         | —   | —  | —   | —   | —   | 1  | 0 | 0  | 0  | 0  |
| 1980–1981   | Los Angeles Kings          | NHL         | 1   | 0  | 0   | 0   | 0   | —  | — | —  | —  | —  |
|             | Houston Apollos            | CHL         | 31  | 4  | 5   | 9   | 33  | —  | — | —  | —  | —  |
|             | Saginaw Gears              | IHL         | 40  | 4  | 18  | 22  | 33  | 13 | 2 | 4  | 6  | 6  |
| 1981–1982   | Saginaw Gears              | IHL         | 77  | 26 | 69  | 95  | 61  | 14 | 1 | 17 | 18 | 0  |
| 1982–1983   | Saginaw Gears              | IHL         | 18  | 3  | 17  | 20  | 10  | —  | — | —  | —  | —  |
|             | New Haven Nighthawks       | AHL         | —   | —  | —   | —   | —   | 2  | 0 | 0  | 0  | 0  |
| 1983–1984   | Augsburger EV              | 2. BL       | 8   | 6  | 5   | 11  | 10  | —  | — | —  | —  | —  |
| 1984–1985   | Flint Generals             | IHL         | 35  | 3  | 14  | 17  | 10  | —  | — | —  | —  | —  |
|             | Toledo Goaldiggers         | IHL         | 42  | 10 | 31  | 41  | 12  | 6  | 0 | 6  | 6  | 0  |
| 1985–1986   | Toledo Goaldiggers         | IHL         | 63  | 19 | 50  | 69  | 113 | —  | — | —  | —  | —  |
|             | New Haven Nighthawks       | AHL         | 6   | 1  | 4   | 5   | 9   | 5  | 1 | 2  | 3  | 4  |
| 1986–1987   | Flint Spirits              | IHL         | 10  | 1  | 4   | 5   | 2   | 6  | 1 | 3  | 4  | 4  |
| 1987–1988   | Flint Spirits              | IHL         | 71  | 17 | 58  | 75  | 61  | 15 | 5 | 10 | 15 | 6  |
|             | New Haven Nighthawks       | AHL         | 2   | 1  | 2   | 3   | 0   | —  | — | —  | —  | —  |
| AHL totalt  | AHL totalt                 | AHL totalt  | 8   | 2  | 6   | 8   | 9   | 7  | 1 | 2  | 3  | 4  |
| CHL totalt  | CHL totalt                 | CHL totalt  | 31  | 4  | 5   | 9   | 33  | 1  | 0 | 0  | 0  | 0  |
| IHL totalt  | IHL totalt                 | IHL totalt  | 356 | 83 | 261 | 344 | 302 | 54 | 9 | 40 | 49 | 16 |
| NCAA totalt | NCAA totalt                | NCAA totalt | 120 | 52 | 120 | 172 | 138 | —  | — | —  | —  | —  |

## Idrottsledare
År 1985 inledde Waddell sin karriär som idrottsledare med att vara spelande tränare för Toledo Goaldiggers. Året efter blev han det för Flint Spirits, Waddell var det fram tills 1988 när han avslutade sin spelarkarriär och blev general manager och tränare för Spirits på heltid. År 1990 bytte han arbetsgivare och utsågs till vicepresident för ishockeyverksamheten och general manager för ligakonkurrenten San Diego Gulls. Waddell fick rycka in som tränare för Gulls under säsongen 1991–1992. År 1995 lämnade han Gulls mot att få liknande sysslor hos Orlando Solar Bears. År 1997 fick han chansen att arbeta i NHL och blev assisterande general manager för Detroit Red Wings och general manager för deras farmarlag Adirondack Red Wings. Detroit Red Wings lyckades vinna sin andra raka Stanley Cup-vinst den säsongen. Redan året därpå utsågs Waddell till vicepresident för ishockeyverksamheten och general manager för Atlanta Thrashers, han var på positionerna fram tills 2010, med inhopp som temporär tränare under säsongerna 2002–2003 och 2007–2008. År 2010 utsågs han till att vara president för Atlanta Thrashers, det varade dock bara ett år innan han lämnade laget. Waddell blev omgående utsedd till talangscout för Pittsburgh Penguins. År 2014 blev Waddell utnämnd till president för Carolina Hurricanes och tog över general manager-rollen år 2018. Den 24 maj 2024 avgick Waddell och lämnade Carolina Hurricanes med omedelbar verkan.
Waddell har även varit involverad i landslagsishockey och arbetat både för USA:s herrlandslag och USA:s herrjuniorlandslag. För seniorlaget har han varit delaktig i världsmästerskapet i ishockey för herrar 2000, världsmästerskapet i ishockey för herrar 2001, världsmästerskapet i ishockey för herrar 2002, världsmästerskapet i ishockey för herrar 2004, World Cup i ishockey 2004, världsmästerskapet i ishockey för herrar 2005, olympiska vinterspelen 2006 och olympiska vinterspelen 2010. Seniorlandslaget vann en bronsmedalj vid VM 2004 och en silvermedalj vid OS 2010. Waddell var lagkonsult för juniorlaget när de spelade juniorvärldsmästerskapet i ishockey 2014.

### Tränarstatistik
Källa: 
| Lag               | Säsong    | Grundserie | Grundserie | Grundserie | Grundserie | Grundserie         | Grundserie | Grundserie      | Slutspel          |  |
| Lag               | Säsong    | Matcher    | Vinster    | Oavgjorda  | Förluster  | Övertids förluster | Poäng      | Placering       | Resultat          |  |
| ----------------- | --------- | ---------- | ---------- | ---------- | ---------- | ------------------ | ---------- | --------------- | ----------------- |  |
| Atlanta Thrashers | 2002–2003 | 10         | 4          | 1          | 5          | 0                  | 9          | 3:a i Southeast | Missade slutspel. |  |
| Atlanta Thrashers | 2007–2008 | 76         | 34         | —          | 34         | 8                  | 76         | 4:a i Southeast | Missade slutspel. |  |
| Totalt            | Totalt    | 86         | 38         | 1          | 39         | 8                  | 85         |                 |                   |  |